# معركة فاتس (1684)
معركة فاتس (بالإنجليزية: Battle of Vác)‏ هي معركة وقعت يوم 27 يونيو 1684 قرب مدينة فاتس في وسط المجر بين قوات الدولة العثمانية من جانب و الامبراطورية الرومانية المقدسة من جانب آخر وذلك كجزء من الحرب العثمانية الكبري وانتهت المعركة بانتصار القوات النمساوية.